# Aloe bedinghausii
Aloe bedinghausii é uma espécie de liliopsida do gênero Aloe, pertencente à família Asphodelaceae.